# Валиахметов, Марат Фёдорович
Марат Фёдорович Валиахметов (11 мая 1950, Уфа, Башкортостан) — российский художник. Основатель и главный редактор сайта «Большая энциклопедия карикатуры». Работает в жанре карикатуры, журнальной и книжной иллюстрации, графического дизайна, живописи.

## Биография

### Родители
Отец — Фарид (Фёдор) Шамсимухамедович Валиахметов из семьи муллы, впоследствии раскулаченного.
Отец, участник Великой Отечественной войны, после двух лет службы на Тихоокеанском флоте, с первых дней попал на фронт и вернулся только в ноябре 1945 года, в звании старшины, с двумя серьёзными ранениями, одна из которых явилась причиной его преждевременной смерти. Был награждён орденом Красной звезды и тремя медалями: «За оборону Ленинграда», «За отвагу» и «За победу над Германией». Работал старшим электриком на ЦЭС. Увлекался радиоделом, фотографией и рыбалкой. Федором отца записали со слов однополчан в госпитале, куда он попал из-за ранения.
Мать — Махмуза Ахкямовна, из крестьян. Служащая, работала телефонисткой на заводе железобетонных изделий крупнопанельного домостроения.

### Детство
Марат с детства увлекался рисованием и в школе был неизменным членом редколлегии. Наверно тогда же и зародился интерес к смешным рисункам. Приходилось продергивать в школьной «Колючке» однокашников, да и дед с отцом добавляли веселья. Один рисовал чертиков, а отец — в домашнем сатирическом листке «Крокодил идет по дому». Страсть к рисованию, в 1964 году, привела Марата в детскую художественную школу № 2 города Уфы, где он проучился два года и ещё год, занимался на вечернем отделении.

### Становление
В 1967 году поступил на художественно-графическое отделение Музыкально-педагогического училища города Уфы.
После второго курса, в 1969 году, был отчислен вследствие конфликта с завучем. Не обошлось без участия сатирической газеты, в которой её создатель Марат, продергивал не только нерадивых учащихся, но и преподавателей.
Когда Марату не было и одиннадцати лет, не стало отца. В семье возникли затруднения и к пятнадцати годам Марат стал искать возможности заработка. Он осваивает оформительское искусство. С друзьями, оформляет наглядную агитацию в самом городе и в районах Башкирии. Два летних сезона, работает в пионерских лагерях, знакомых ему с детства. В первом из них — художником-оформителем, а во втором случае, пионервожатым старшего отряда.
Немалым подспорьем, явилось сотрудничество в республиканском сатирическом журнале «Хэнэк» (Виллы), в котором по совету однокурсника, в 1967 году, начал публиковать свои первые карикатуры.
В конце 1969 года был принят на второй курс живописного отделения, знаменитого Пензенского художественного училища им. К. А. Савицкого, где в разное время учились такие видные мастера изобразительного искусства, как В. Татлин, А. Лентулов, К. Савицкий.
Окончил училище Марат, только в 1974 году. Учёба, была прервана службой в рядах Советской армии с 1970 по 1972 год. Служить рядовому Валиахметову выпало в «Тоцких лагерях» (Оренбургская область), на должности прибориста зенитной артиллерии (дальномерщик ПУАЗО) и планшетиста штабной машины в скадрированной мотострелковой дивизии. Работал на картах. К скудной солдатской зарплате, прибавлял гонорары за рассказы, статьи, рисунки и карикатуры, публикуемые в газете Приволжского военного округа «За Родину».
Качественный скачок в учёбе после армии, был оценен дирекцией училища повышенной стипендией, которую сняли, после того, как Марат попал в поле зрения КГБ за антисоветскую выходку, с группой учащихся. К счастью, все обошлось.
По окончании училища, работал художником-оформителем в различных организациях в Пензе и Пензенской области.

### Художник
В 1977 году переехал в Москву. Два года преподавал в детской художественной студии, расписывал церкви в Тамбове, Белгороде и Старом Осколе. Не забывал и кормилицу — наглядную агитацию, трудясь в различных НИИ и школах Москвы, забираясь иногда в районные центры соседних областей (Калининская, Тверская, Пензенская,Тамбовская) и даже Белоруссию.
В то же время продолжал заниматься карикатурой и стал печатался в московской периодике, в том числе в журнале «Крокодил», частично в соавторстве с уфимским художником Марсом Гайсиным (ставшим заслуженным деятелем культуры Башкирии).
С 1985 года, карикатура стала преобладающим видом творчества. Марат активно печатается в столичных и региональных журналах и газетах, таких как: «Крокодил», «Крестьянка», «Хэнэк», «Чаян», «Пачемыш», «Известия», «Литературная газета», «Труд», «Комсомольская правда», «Рабочая трибуна», «Учительская газета», «Водный транспорт», «Донецкая правда» и др.. В журнале «Крокодил», являлся внештатным сотрудником. Его карикатуры, преимущественно на социально-бытовую тему, хорошо укладывались в формат всесоюзного сатирического журнала. Большую поддержку ему оказывал главный художник журнала Владимир Мочалов (в дальнейшем Академик РАХ).
Вошёл в группу московских карикатуристов, организованную известным карикатуристом Валентином Розанцевым «Центр юмора». Участвовал в конкурсах карикатуры и выставках, проводимых Центром.
С 1986 по 1995 год активно участвовал в международных и всесоюзных конкурсах карикатуры и стал призёром более чем 35 из них. С 1995 года неизменный участник первоапрельских выставок московских карикатуристов и ряда тематических выставок проводимых по инициативе известного карикатуриста Игоря Смирнова (Академик РАХ).
Выполнял заказы на иллюстрации к книгам и юмористическим сборникам, а также к двум отрывным календарям издательства «Политиздат».
Работал художником-постановщиком в театре (Таганрог, 1987 г.) и кино (Киностудия им. Горького 1990-1991 гг.; художественным редактором журнала «Отчизна» и газеты «Первое сентября»; главным художником газет «Начальная школа» и «Известия». Соредактором журнала «Вокруг смеха» (Москва).
Организатор четырёх всесоюзных конкурсов карикатуры: «Человек и производство», «Эх, молодёжь», «Что? Где? Когда?», «Авиация и безопасность». Являлся соучредителем ЗАО «Дом карикатуры» (1996 -1998 гг.).
С 1995 года начал осваивать графический дизайн, используя компьютерные возможности, в рамках которого делал книжные макеты, обложки, плакаты, этикетки, логотипы, товарные знаки, открытки и другую рекламную продукцию. Как автор идеи и редактор, совместно с воронежским клубом карикатуристов «Шедевр», Марат выпустил газету «Бахус», о виноделии и культуре пития.
Заинтересовался искусством полиграфического орнамента. Собирал коллекцию по различным источникам, в том числе по каталогам дореволюционных словолитен и подготавливая будущее издание, занимался реставрацией заплывших в печати образцов. Составил и выпустил ряд сборников орнаментов и папку в башкирском издательстве. Занимался векторизацией полиграфического орнамента. Подготовил к выпуску несколько дисков с коллекцией векторных орнаментов, один из который был выпущен (Растительные орнаменты) как продукция компании организованной Маратом совместно с товарищем. Инициатор переиздания и редактор альбомов 1916 года «Школа изобразительного искусства» на CD-носителе. Автор и постановщик пилотного выпуска юмористического фильма «Комикс-Видео» на ВПТО «Видеофильм» в 1991 году. Проект закрыли, в связи с дефолтом в стране, к огорчению Марата, имеющего тяготение к кино и уже было загоревшемуся идеей игровой карикатуры. Так и во ВГИК поступить оказалось не судьба. Мандатная комиссия времен Андропова, ужаснулась увидев трудовую книжку свободолюбивого Марата и не приняла документы, уже прошедшего художественную комиссию абитуриента.
Из сказанного выше, становится очевидным, разбросанность творческих интересов Марата. Вот, что об этом пишет в своей статье «Крылышками хлоп, хлоп…» журналист Эдуард Полянский:

«Информирую: кто хочет пробиться в выдающиеся, застолбить за собой пару строк в энциклопедическом словаре, непременно сосредоточьтесь на чем-то одном, не распыляйте свой творческий потенциал, как поступает всю свою сознательную жизнь художник Марат Валиахметов. Для него главное — все перепробовать, во все влезть, испытать себя на всех художнических направлениях и ответвлениях, прославлять же свое имя в веках ему недосуг. На нетленки, на конечный продукт, способный пережить века, пускай пашут более амбициозные граждане. Целеустремленные и настойчивые».— «Журналист» №9 1996 г. Сентябрь
Нет сомнений, считает Марат, что разбрасываясь, упустил возможность достичь больших успехов в одном каком-нибудь виде творчества. Бесконечные переезды на съемные квартиры в Москве, а потом и в Испании, мешали сосредоточиться. В Москве, пришлось две зимы поработать и дворником, ради комнаты, в перспективе дальнейшей покупки кооперативной квартиры. И наконец, тяжелое наследственное заболевание (глаукома), обнаруженная в 2000 году, лишила возможности читать, писать и рисовать. Теперь, книгочея и меломана, спасают аудиокниги и аудиодиски. В прошлом и любительская фотография.
В 2005 году, с семьей, Марат переезжает в Испанию (г. Марбелья).
В 2007 году создает сайт «Большая энциклопедия карикатуры» (БЭК) — cartoonia.ru.

Многие в России пытались осмыслить массив информации по теме «Карикатура». Но у всех рано или поздно опускались руки — слишком огромный объём информации не поддавался классификации. Тут и биографии художников жанра, (а ещё надо найти и выбрать лучшие работы авторов). Здесь и истории журналов и газетных публикаций по карикатуре, а ещё выставки, встречи, о которых часто не осталось не следа. А взявшись за этот труд, как не упомянуть о представителях карикатуры других стран?
Вот эту титаническую работу, словно очистку Авгиевых конюшен, добровольно взвалил на себя Марат Валиахметов, сам, талантливый художник этого редкого жанра — карикатуры.
В истории были знаменитые классификаторы — Карл Линней, Владимир Даль, Дмитрий Менделеев, выстроившие упорядоченные системы — создавшие стройные здания в своих областях знаний и воздвигшие в веках памятники своим трудам.
Вот такой грандиозный монумент себе и своей одержимости, любви к карикатуре достраивает и Марат.
Я преклоняюсь перед его одержимостью.
— Михаил Златковский, Художник-карикатурист, Кавалер ордена Почетного легиона Франции
В 2011 году переезжает в Барселону.
В рамках БЭК проводит три конкурса карикатуры на темы «Антитеррор» (2011 год), с выставкой в городе Лимож (Франция); «Моя полиция меня бережёт?» (2012 год) и «Долой!» (2017 год) — к 100-летию Октябрьской революции.
Со временем, у Марата проявляется тяга к литературному творчеству. Начавшись с необходимости писать рекламные статьи о доме карикатуры, постепенно, уже в Испании он начинает писать шутливые эссе об Испании и публиковать их в русскоязычной газете «МК-Испания». Там же, по заданию редакции, Марат пишет рекламные статьи и очерки. Позже, уже для себя, он продолжает писать юмористическую прозу, составляет смешной словарик и пишет стихи. В Интернете, время от времени, появляются его реплики и статьи по различным социально-культурным поводам. Он участвует в ежегодном Международном литературном фестивали «АРКА-ФЕСТ» (Барселона, 2018—2020 гг.).

За более, чем двадцать лет моего общения, Марат много раз неожиданно удивлял своими разносторонними талантами.
Из классического живописца он легко превращался в сценариста, режиссёра, снискал заслуженную славу как умный, серьёзный карикатурист.
Но то, что произошло с ним в последние годы, для меня совершенно оказалось неожиданным. Для многих потеря зрения становится трагедией. В первую очередь для художника, но не для Марата. Он нашёл блестящий выход из казалось бы тупиковой ситуации — абстрактную живопись. Но если Джексон Поллок мог видеть свои полотна, то Марат создает свои картины — повинуясь лишь божественному промыслу. А разница между миллионером Поллоком и Маратом только в размере полотна, и ещё в известности, которой у Марата пока нет, но скоро будет.
— Михаил Златковский, Художник-карикатурист, Кавалер ордена Почетного легиона Франции
Член Городского комитета художников-графиков Москвы (1997 год)Член Международной федерации художников при ЮНЕСКО
Член Творческого союза художников России
Ссылки на работы
Стихи.ру
Проза.ру

## Персональные выставки
Выставка карикатуры, Барселона, 2013 год.
Выставка карикатуры, Льорет-де-Мар, 2013 год.
Выставка абстрактной живописи и графики, Барселона, 2015 год.
Выставка абстрактной живописи «Импровизация», Барселона, 2016 год.
Выставка абстрактной живописи «Экспрессия», Барселона, 2016 год.
Выставка абстрактной живописи «Видения», Барселона, 2019 год.

## Призы
Получил более 35 призов и премий на международных конкурсах карикатуры на всесоюзных конкурсах и престижных выставках.
Наиболее значимые:
1987 — 1-е место на ежегодном конкурсе карикатуры газеты «Известия» (Москва).
1989 — 2-е место на Всесоюзном конкурсе карикатуры в Воронеже.
1989 — 1-е место на ежегодном конкурсе карикатуры в газете «Комсомольская правда» (Москва).
1989 — 1-е место на Всесоюзном конкурсе карикатуры в Алма-Ате.
1990 — 1-е место на Международном конкурсе карикатуры в Одессе.
1990 — 2-е место на Всесоюзном конкурсе карикатуры в Воронеже.
1990 — 3 поощрительных приза спонсоров на конкурсе во Владивостоке «Человек и океан».
1992 — 2 поощрительных приза от спонсоров на конкурсе карикатуры в Калининграде.
1994 — 2-е место на Международном конкурсе карикатуры в Тюмени «Юбиле».
1995 — 3-е место на Международном конкурсе карикатуры в Тюмени «Эх,Служба».
1995 — «Бронзовый Остап», фестиваль «Золотой Остап», Санкт-Петербург.